# Eugalta leucopus
Eugalta leucopus là một loài tò vò trong họ Ichneumonidae.